# Rathaus (Altstadt Eisleben)

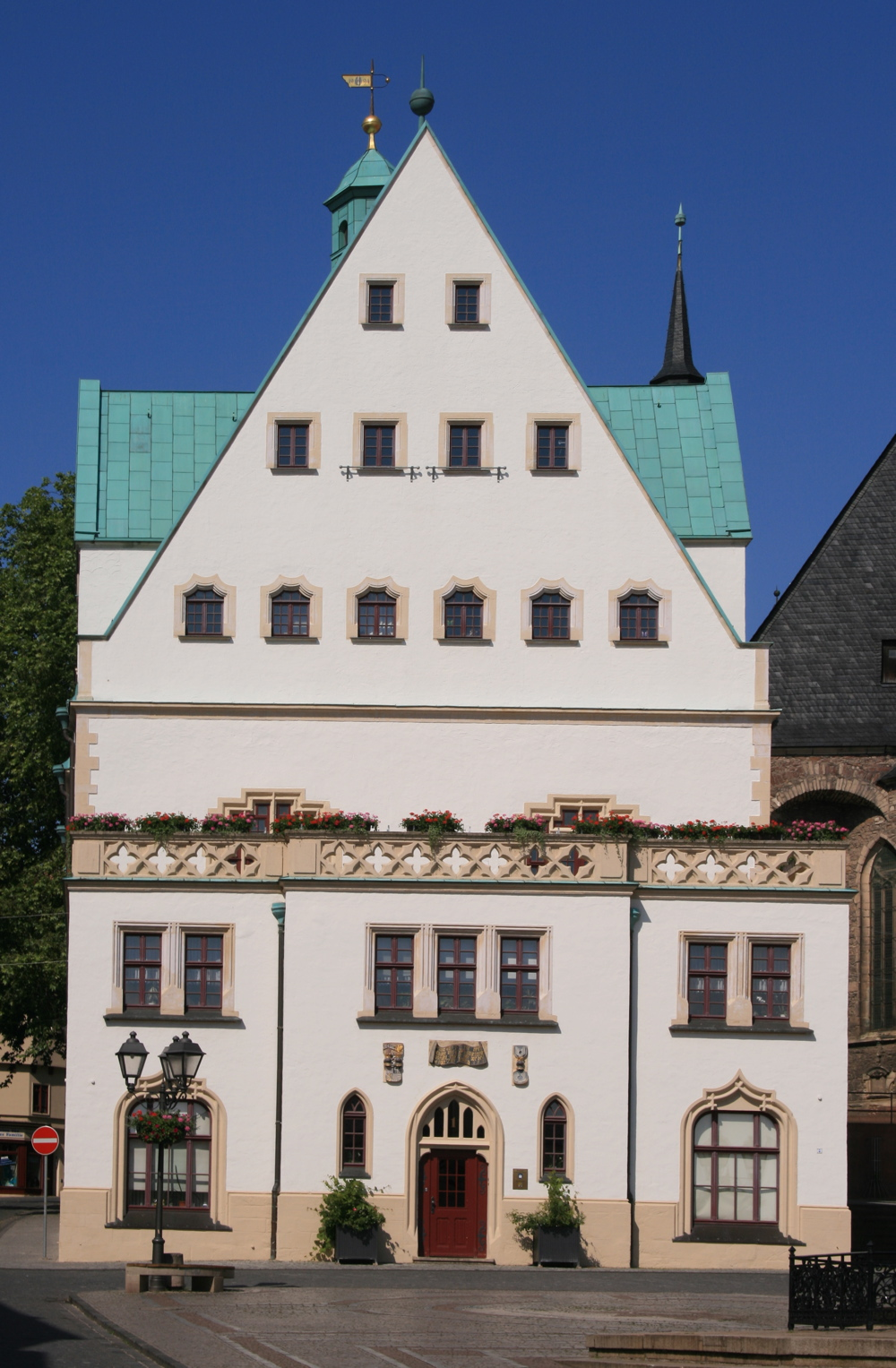
Frontansicht

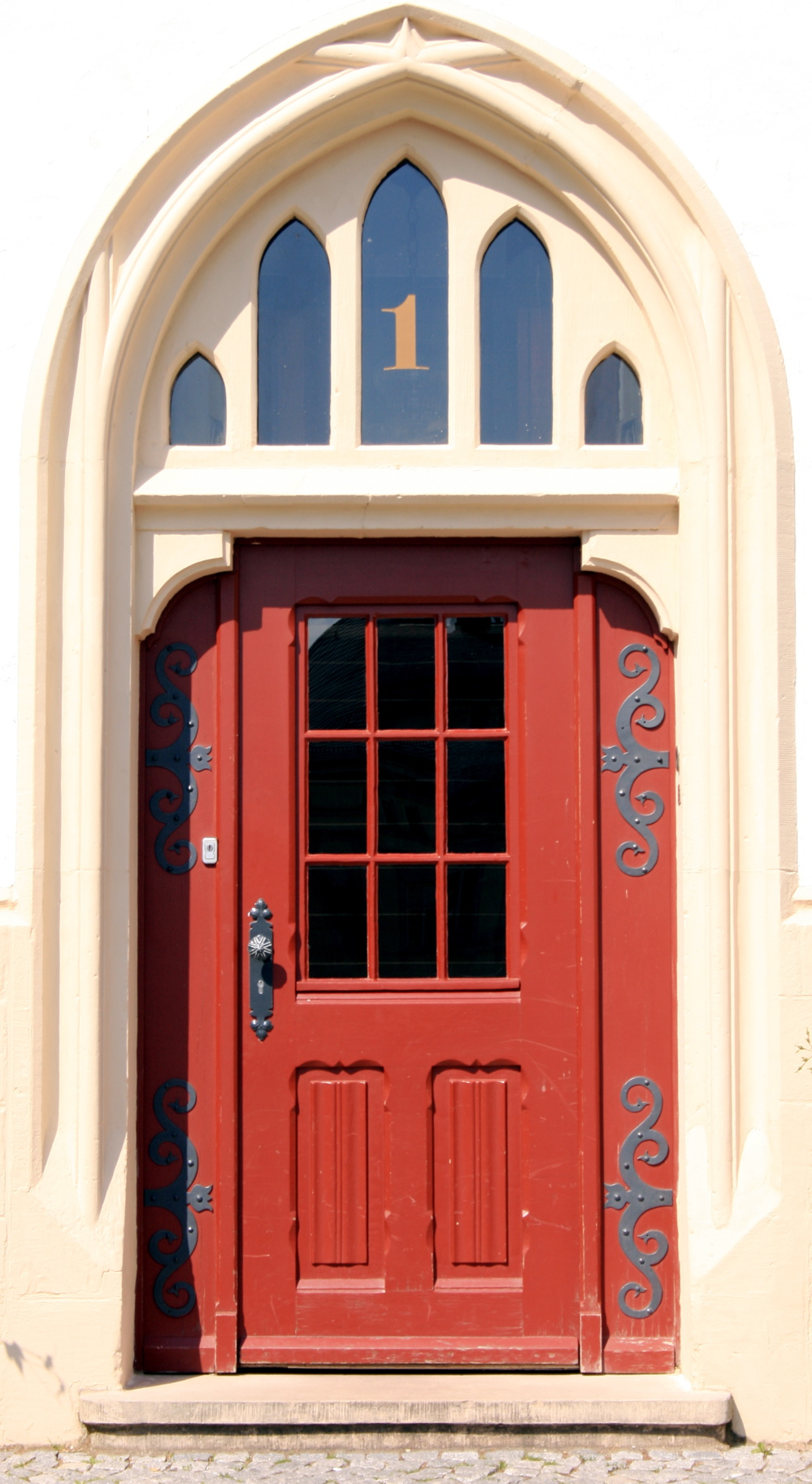
Haupteingang

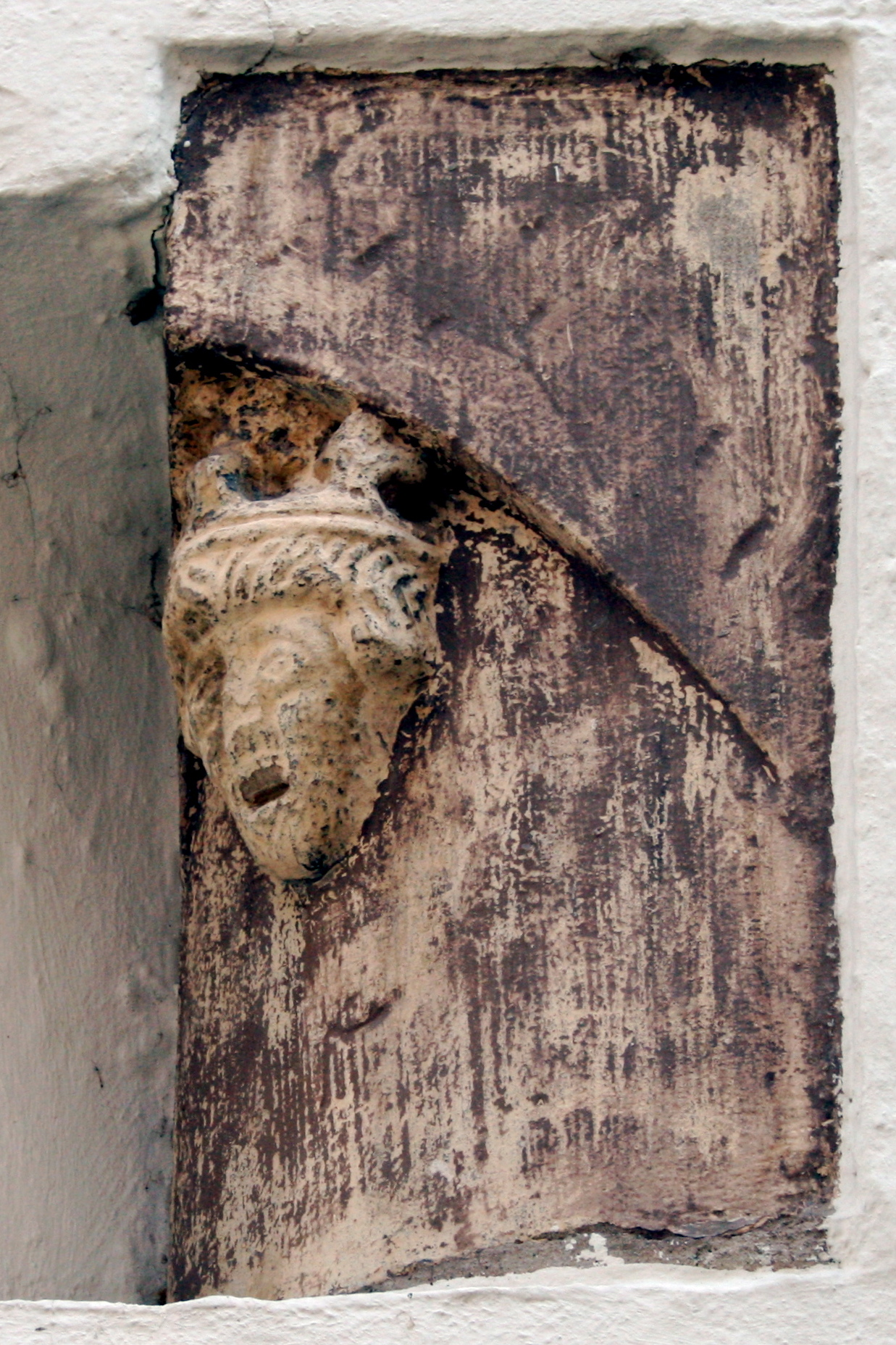
Der Knoblauchkönig

Das Rathaus der Altstadt auf dem Marktplatz der Lutherstadt Eisleben ist ein unter Schutz stehendes Baudenkmal in Sachsen-Anhalt. Daneben gibt es das Rathaus der Neustadt.

## Geschichte
Erstmals wird das Rathaus der Altstadt in der Mansfeldischen Chronik des Cyriacus Spangenberg für 1408 erwähnt. Es wurde wohl bereits um 1300 aus Stein errichtet. Nach dem Stadtbrand von 1498, der auch das Rathaus vernichtete, wurde 1508 ein neues Rathaus gegründet und 1509–1530 im spätgotischen Stil mit Elementen der Frührenaissance erbaut. Ein Kielbogeninnenportal im 1. Obergeschoss trägt die Inschrift 1516; die wohl vom Vorgängerbau stammende Spolie des Königskopfes „Knoblauchskönig“ ist dem Ende des 13. Jahrhunderts zuzuordnen. 1531 wurde das Dach mit Kupferplatten gedeckt. 1532 wurde die Außentreppe an der Nordseite fertiggestellt, die allerdings nach dem Stadtbrand 1601 beschädigt wurde und wie die Nordgiebel erneuert werden musste. Bereits 1582 ist auf dem Stich von Hogenberg das kleine Rathaustürmchen auf dem Dach zu sehen; 1650 führte Georg Oschätzer offenbar eine größere Sanierung durch.
Das Rathaus verfügt über eine beachtliche ikonografische Ausschmückung aus der Bauzeit wie eine Bauinschrift (Anno d(o)mi(ni) 1519 ist dieser gebaw und haws angefangen worden unde ist wol vorbracht nach cristi gebvrth 1530), das Stadtwappen, das Gesamtwappen der Grafen von Mansfeld, eine beschädigte Mauritiusfigur am Ausgang unter der Freitreppe an der Nordseite und eine Narrenmaske (Symbol des Narren für die mittelalterlichen Redefreiheit des Rates oder – eher unwahrscheinlich, da die Attribute Eule und Spiegel fehlen – Erinnerung an Till Eulenspiegel) am südwestlichen Ecktürmchen sowie eine Darstellung des sogenannten Knoblauchskönigs Hermann von Salm. Zu letzterer gibt es eine sagenhafte Überlieferung der Brüder Grimm. Entgegen der Interpretation von Größler stellt diese nach neuen Erkenntnissen von Feicke aber wohl eher ein Rechtssymbol dar. Bis 1873 zierte auch noch eine Justitia den Ostgiebel.
1454 hatte der Rat der Altstadt Eisleben die niedere Gerichtsbarkeit als Pfand von den Grafen von Mansfeld erworben; auch die Ausübung der Blutgerichtsbarkeit erfolgte durch den Rat (Stadtrichter), jedoch ist der Zeitpunkt des Überganges des eigentlich den Grafen vorbehaltenen Rechtes unbekannt (Francke). Die Gerichtslinde war 1498 mit abgebrannt, jedoch hielt sich noch lange der Name Über der Linde für den späteren Topfmarkt. Der Gerichtsbezirk des Rates war durch 24 Steine gekennzeichnet, die regelmäßig abgegangen wurden. Dieses Recht des Rates war auch in den kaiserlichen Belehnungsurkunden für Kursachsen, das seit 1573 nach den Permutationsrezessen. von Eisleben aus seinen Sequestrationsbezirk verwaltete, enthalten (so 1613). Der an der Nordseite des Rathauses befindliche Pranger, der seine Rechtsfunktion spätestens mit dem Übergang Eislebens als Kanton des Saaledepartements 1808 von Sachsen in das Königreich Westphalen und der Einführung des Code Napoléon eingebüßt hatte, wurde kurz nach 1852 entfernt.
In der Folgezeit erfuhr das Rathaus zahlreiche Umbauten und Renovierungen, so 1669–1673, 1683, 1689, 1722, 1862/1864, der große Umbau 1873–1874, wo der Dreiecksgiebel des Vorbaus abgerissen und begradigt wurde, 1899, 1910/12, 1934, 1967/68 und 1983. Beim Bau eines Blitzableiters 1905 wurden im Turmknopf zahlreiche wertvolle Dokumente zur Stadtgeschichte, darunter das Werderbuch von 1420 entdeckt. Letztmals wurde das Rathaus 1992/95 restauriert.
Vor dem Rathaus wurde 1883 ein Denkmal Martin Luthers von Rudolf Siemering aufgestellt.